# Apio Claudio Craso
Apio Claudio Craso Irregilense Sabino  (c. 449 a. C.) fue un político romano del siglo V a. C. perteneciente a la gens Claudia. Encabezó el colegio de decenviros que se encargó de la redacción de la Ley de las Doce Tablas.

## Carrera pública
Fue candidato para el consulado en 482 a. C., pero, debido a la oposición de los tribunos, no tuvo éxito. En 471 a. C. fue nombrado cónsul por los patricios con el fin de oponerse a la propuesta Publiliana, la cual combatió con vehemencia, ganándose la enemistad de los plebeyos. Posteriormente, cuando ejercía el mando en la guerra contra ecuos y volscos, los soldados descontentos, desobedecieron sus órdenes, y, cuando el enemigo atacó, tiraron las armas y huyeron. Debido a esto, fueron diezmados (decimatio).
Fue elegido cónsul en 451 a. C., y cuando ocurrió el nombramiento del decenvirato en ese año, se convirtió en uno de ellos, y obtuvo la presidencia. Su influencia en este colegio se convirtió en primordial y se ganó la confianza de la gente, lo que le permitió ser reelegido el año siguiente (450 a. C.). También se había ganado el favor de la plebe al nombrar a dos decenviros plebeyos.
La ausencia de conflictos con sus vecinos, y de revueltas internas, permitió a los decenviros dedicarse a la redacción de leyes, que se organizaron en  diez títulos, y fueron aprobadas por el voto popular. Para completar estas diez primeras leyes, se decidió renovar la comisión con la elección de nuevos decenviros. Apio Claudio se volvió a presentar, en contra de la costumbre de no repetir una magistatura en dos años consecutivos, y se hizo reelegir con una activa campaña de propaganda dirigida al pueblo. Otras nueve personalidades fueron elegidas, formando el Segundo colegio de decenviros. Tomaron posesión el 15 de mayo de 450 a. C., y añadieron dos leyes nuevas, constituyendo así la Ley de las XII Tablas.
Sin embargo, su verdadero carácter le traicionó, y aparecieron violentas y tiránicas conductas con respecto a los plebeyos, hasta que su intento de violentar a Virginia, hija del centurión Virginio, llevó a la caída del decenvirato. El Senado intervino, destituyendo a los decenviros, y concediendo a la plebe una amnistía general. Apio Claudio fue arrestado y murió en prisión.
Pero no vivió para ser sometido a juicio, pues según Tito Livio, se suicidó. Dionisio de Halicarnaso (xi. 46) dice, que fue condenado a morir en la cárcel por orden de los tribunos de la plebe. (Liv. iii. 33, 35-58; Dionis. X. 54-xi 46.)

## Familia
Apio Claudio fue miembro de los Claudios Crasos, la más antigua familia patricia de la gens Claudia. Fue hijo del fundador de la familia Apio Claudio Sabino y hermano de Cayo Claudio Sabino.
Tito Livio separa al cónsul del año 471 a. C. del decenviro e indica que el primero fue el padre del segundo. Según su obra, en el año 470 a. C., Apio Claudio se opuso violentamente a la aplicación de la ley agraria de Espurio Casio, y debido a esto, fue llevado a juicio por dos de los tribunos. Para evitar una posible condena, se suicidó antes del juicio.
Sin embargo, en los Fasti Capitolini el decenviro aparece como cónsul por segunda vez y sus filiaciones coinciden, por lo que identifica implicitamente a ambos personajes.